# Lenguas ngayarda
Las lenguas ngayarda o ngayarta son un grupo de lenguas aborígenes australianas estrechamente emparentadas habladas en la región de Pilbara en Australia Occidental. Las lenguas clasificadas dentre de este grupo (de acuerdo con Bowern & Koch, 2004) son:
- Martuthunira
- Ngarluma-Kariyarra
- Yindjibarndi-Kurrama
- Panyjima
- Jurruru
- Nyamal
- Yinhawangka
- Ngarla
- Nhuwala
- Palyku

Dench (1995) afirmó que para el yinhawangka, el nhuwala y el ngarla no existían datos suficientes como para poderlos clasificar adecuadamente, y los sitúa en el grupo ngyarda por conveniencia. Sin embargo, Bowern & Koch (2004) las incluyen con cautela. Además, existe alguna base para considerar el yindjibarndi-kurrama y el ngarluma-kariyarra como pares de dialectos aunque los hablantes indígenas los consideran lenguas aparte. El palyku a veces ha sido excluido, ya que es una lengua divergente respecto a las otras.
El término ngayarda proviene de la palabra para 'hombre' en muchas de las lenguas del grupo. Se considera que estas lenguas juntas constituyen una rama de las lenguas pama-ñunganas. El grupo ngayarda se justificó sobre la base de lexicoestadística así como comparación de características gramaticales señadas por primera vez por O'Grady (1966) as como características diagnóstico de este grupo:

## Comparación léxica
Los numerales en las diversas lenguas ngayarda son:
| GLOSA | Costa        | Costa               | Costa           | Costa             | Interior | Interior  | PROTO- NGAYARDA  |
| GLOSA | Martuthunira | Ngarluma- Kariyarra | Yindjibarndi    | Kurrama           | Ngarla   | Nyamal    | PROTO- NGAYARDA  |
| ----- | ------------ | ------------------- | --------------- | ----------------- | -------- | --------- | ---------------- |
| '1'   | kalika       | gunyjimu            | gunjirri        | kuɲɟiri kunyjirri | paʈaɲal  | yikamarta | *kuɲɟiri         |
| '2'   | kayarra      | gutharra            | gulharra        | kut̪ara kutharra   | kuɟara   | kujarra   | *kut̪ara~ *kuɟara |
| '3'   | jarrkurti    | burrgu              | jarrwurdi       | ɟarkuʈi jarrkurti | purku    | purrku    | *ɟarkuʈi/ *purku |
| '4'   |              | gurlugurlu          | gulharraulhamba |                   | kulyu    |           | *2+2             |